# Zarilac
Zarilac falu Horvátországban, Pozsega-Szlavónia megyében. Közigazgatásilag Pleterniceszentmiklóshoz tartozik.

## Fekvése
Pozsegától légvonalban 15, közúton 25 km-re keletre, községközpontjától légvonalban 9, közúton 11 km-re északkeletre, a Pozsegai-medencében, Grabarje és Knežci között, a Zarilačka-patak két partján fekszik.

## Története
A régészeti leletek tanúsága szerint a település területe már a legősibb idők óta lakott volt. Itt találták meg az egész Pozsegai völgység legrégibb kőkorszaki leleteit, melyek az i. e. 10000 körüli időből, a korai paleolitikum időszakából származnak. A számos őskori állatcsont, mamut, szarvas, bölény, vadló, vaddisznó és más állatok maradványai mellett kőszerszámok is előkerültek bizonyítva a kőkorszaki vadászok telepének jelenlétét. A Nekcse-Pleternica gyorsforgalmi út építésének megelőző feltárásai során 2009-ben a középső kőkorszak idejénből jellegzetes vonaldíszes kerámiáival a Sopot-Bicske kultúra népének „Mihaljovačko poljei” leletei kerültek elő. A radiokarbonos kormeghatározás alapján legrégibb leleteik az i. e. 6. évezred végéről származnak. A késői bronzkort az urnamezős kultúra korai időszakának „Grabaračke livade” lelőhelyen 1976-ban előkerült településének és temetőjének leletei képviselik. A leletek alapján ezen a lelőhelyen a kőkorszaktól a középkorig folyamatosan emberi település volt.
Zarilac falu már a középkorban is létezett. 1314-ben, 1367-ben, 1434-ben és 1452-ben „Zerilch, Zerplch,” 1408-ban „Zerelch”, 1433-ban „Zerwicz”, 1464-ben „Zarlicz” alakban szerepel a korabeli írásos forrásokban.
 Az Orbovai család birtoka volt. A környező településekhez hasonlóan 1537 körül foglalta el a török, melynek uralma 150 évig tartott. A török uralom idején muzulmán hitre tért horvátok lakták. A török kiűzése során muzulmán lakosság Boszniába távozott. Helyükre 1697 körül Boszniából katolikus horvátok érkeztek. 1698-ban „Szarilacz” néven 4 portával szerepel a török uralom alól felszabadított szlavóniai települések összeírásában. 1702-ben 14, 1730ban 19, 1760-ban 18 ház állt a településen. A 18. században a horvát Hegyvidékről és az ország más részeiről érkezett horvátok telepedtek le itt, majd a 19. század folyamán németek, csehek, szlovákok és magyarok érkeztek, akik a lakosságnak mintegy negyedét tették ki.
Az első katonai felmérés térképén „Dorf Zarilacz” néven található. Lipszky János 1808-ban Budán kiadott repertóriumában „Zarilacz” néven szerepel. Nagy Lajos 1829-ben kiadott művében „Zarilacz” néven 28 házzal, 228 katolikus vallású lakossal találjuk.
A településnek 1857-ben 156, 1910-ben 321 lakosa volt. 1910-ben a népszámlálás adatai szerint lakosságának 77%-a horvát, 10%-a német, 8%-a cseh, 2-2%-a szlovák és magyar anyanyelvű volt. Pozsega vármegye Pozsegai járásának része volt. Az első világháború után 1918-ban az új szerb-horvát-szlovén állam, majd később (1929-ben) Jugoszlávia része lett. 1991-ben lakosságának 97%-a horvát nemzetiségű volt. A településnek 2011-ben 176 lakosa volt, akik főként a mezőgazdaságból éltek. A faluban iskola, kápolna, tűzoltószerház van.

## Lakossága
| Lakosság változása | Lakosság változása | Lakosság változása | Lakosság változása | Lakosság változása | Lakosság változása | Lakosság változása | Lakosság változása | Lakosság változása | Lakosság változása | Lakosság változása | Lakosság változása | Lakosság változása | Lakosság változása | Lakosság változása | Lakosság változása |
| ------------------ | ------------------ | ------------------ | ------------------ | ------------------ | ------------------ | ------------------ | ------------------ | ------------------ | ------------------ | ------------------ | ------------------ | ------------------ | ------------------ | ------------------ | ------------------ |
| 1857               | 1869               | 1880               | 1890               | 1900               | 1910               | 1921               | 1931               | 1948               | 1953               | 1961               | 1971               | 1981               | 1991               | 2001               | 2011               |
| 156                | 139                | 154                | 183                | 223                | 321                | 315                | 366                | 437                | 420                | 416                | 388                | 276                | 241                | 212                | 176                |

## Nevezetességei
Római katolikus kápolnája.

## Oktatás
A településen a pleternicai elemi iskola területi iskolája működik.